# Ronaldão
Ronaldo Rodrigues de Jesus, mais conhecido como Ronaldão (São Paulo, 19 de junho de 1965), é um ex-futebolista brasileiro que atuava como zagueiro.

## Carreira

### Rio Preto
Ronaldão começou a carreira no Rio Preto, em 85, e logo se transferiu para o São Paulo.

### São Paulo
De físico avantajado, tornou-se um dos símbolos das conquistas do São Paulo no início da década de 1990. Fez o último gol da disputa por pênaltis na decisão da Recopa Sul-Americana de 1993, contra o Cruzeiro, garantindo o título para o Tricolor Paulista.
Ronaldão encerrou sua passagem pelo Tricolor paulista com 294 jogos, sendo 143 vitórias, 100 empates  e 51derrotas), não marcou gols, porém conquistou os Brasileiros de 86 e 91, os Paulistas de 87, 89, 91 e 92, os Mundiais Interclubes de 92 e 93, a Libertadores da América de 92 e 93, a Recopa Sul-americana de 93 e 94, a Super Copa da Libertadores de 93.

### Shimizu S-Pulse
Em  1994, Ronaldão foi contratado pelo Shimizu S-Pulse a pedido do técnico Emerson Leão, fazendo sua estreia na  J. League contra Yokohama Flügels em 12 de março de 1994. Em 19 de março de 1994, Ronaldão marcou seu primeiro gol com a camisa do Pulse contra o  Shonan Bellmare. Ele foi eleito para seleção J League no mesmo ano. No mesmo ano, foi selecionado como membro do J-League All-Star Soccer, mas não pôde participar devido à comemoração da vitória na Copa do Mundo 1994 pelo Brasil.

### Flamengo
Em 1996,Ronaldão foi contratado pelo Flamengo. Ele ajudou o clube na conquista da Taça Guanabara, repetiu a dose na Taça Rio e com o título dos dois turnos, foi campeão Carioca daquele ano de forma invicta. Formou ótima dupla com Júnior Baiano, que estava no Werder Bremen. Assim conquistou o título da Copa Ouro, realizada em Manaus
Encerrou sua passagem no Flamengo, onde ele disputou 98 partidas (49 vitórias, 26 empates e 23 derrotas) e fez dois gols.

### Santos
Ronaldão foi contratado pelo Santos em 1997, conquistou o torneio Rio-São Paulo. O primeiro embate foi contra o Vasco da Gama. Na sequência enfrentou  o Palmeiras da parceira Parmalat. Na decisão o Flamengo de Sávio e Romário, terminou sagrando o Santos o Rei do Rio-São Paulo em pleno o Maracanã/RJ.

### Ponte Preta
Ronaldão aceitou a proposta da Ponte Preta em 1998. De 1998 a 2002, ele foi capitão da Macaca. Ajudou o clube a avançar duas vezes à fase final do Campeonato Brasileiro, a disputar uma semifinal de Paulista e de Copa do Brasil e continuar na elite nacional. Ao se aposentar, virou gerente do futebol do clube, cargo que ocupou até 2005.

### Seleção Brasileira
Ronaldão fez sua estreia pela Seleção Brasileira contra a Tchecoslováquia em 11 de dezembro de 1991.Ronaldão foi convocado para Copa do Mundo de 1994, sendo o primeiro a ser convocado quando jogava em um time asiático.Pela Seleção Brasileira, Ronaldão disputou 14 partidas (13 vitórias e apenas 1 derrota) e marcou três gols. Ele fez parte do elenco tetracampeão mundial em 1994 e  a Copa Umbro de 1995.
Foi na Seleção de 1994 que a alcunha de Ronaldão começou a ser usada (antes era chamado simplesmente de Ronaldo), para distingui-lo do jovem e franzino Ronaldo Nazário, 11 anos mais novo, que por sua vez passara a ser chamado de Ronaldinho pela torcida e imprensa.[carece de fontes?]

## Ancestralidade
Em 2022, Ronaldão submeteu-se a exame de ancestralidade e o resultado do exame, verificou 68% de ancestralidade africana (Costa da Mina (48%), região que compreende Gana, Togo, Benin, Nigéria), 28% de ancestralidade europeia (Itália e Península Ibérica), 3% de ancestralidade americana.

## Títulos
São Paulo
- Campeonato Brasileiro: 1986 e 1991
- Campeonato Paulista: 1987, 1989,[17] 1991[18]  e 1992[19]
- Copa Libertadores da América: 1992 e 1993
- Copa Intercontinental: 1992 e 1993
- Recopa Sul-Americana: 1993
- Supercopa Libertadores: 1993

Flamengo
- Campeonato Carioca: 1996
- Taça Guanabara: 1996
- Taça Rio: 1996
- Copa Ouro: 1996
- Taça 15 anos do SBT: 1996

Santos
- Torneio Rio-São Paulo: 1997

Seleção Brasileira
- Copa do Mundo: 1994
- Copa Umbro: 1995